# کینگ رنچ
کینگ رنچ (به انگلیسی: King Ranch) یک مزرعه (محل) در ایالات متحده آمریکا است که در شهرستان کندی، تگزاس واقع شده‌است.